# Celastrus hypoleucoides
Celastrus hypoleucoides är en benvedsväxtart som beskrevs av P. L. Chiu. Celastrus hypoleucoides ingår i släktet Celastrus och familjen Celastraceae. Inga underarter finns listade.